# René Perrotte
René Perrotte, né à Caen le 18 juin 1855 et décédé à Thaon le 3 juillet 1936, est un ancien homme politique. Il est maire de Caen de 1898 à 1904, puis de 1908 à 1919. Il en est le premier maire républicain de gauche. 

## Biographie
Pierre Charles René Perrotte est né à Caen le 18 juin 1855 dans l'hôtel des Perrotte, au no 10 place Royale (actuelle place de la république). Il est le fils de Charles Jacques Perrotte, négociant, et de Johana Mordant. Après des études de droit à l'université de Caen, il devient notaire. 
Il entre au conseil municipal de la ville et en devient son deuxième adjoint en mai 1896. Il en devient maire le 20 novembre 1898. Il est battu aux élections cantonales de 1904 qui ont lieu le 17 janvier. Il démissionne alors ainsi que tout le conseil municipal. Aux élections municipales de 1904, la liste soutenue par la Ligue de la patrie française l'emporte.
Il se représente à nouveau aux élections municipales de 1908 avec le soutien d'Henry Chéron et récupère la mairie face à une liste nationaliste. Il est réélu lors des élections municipales de 1912. Lors élections municipales de 1919, Armand Marie lui succède.
De 1904 à 1918, il est conseiller général de Caen.
Il meurt dans sa propriété de Bombanville à Thaon le 3 juillet 1936.

## Action municipale

### Premier mandat:20 novembre 1898–14 mai 1904
Sous son premier mandat, sont menés les travaux du tramway électrique, dont le principe a été décidé par la municipalité précédente (le 14 avril 1897). Le réseau de trois lignes est mis en service en 1901.
Le 1er novembre 1900, sont collectés pour la première fois les « perrottines ». Cet objet, qui sert au ramassage des déchets, est l'équivalent caennais de la poubelle parisienne. Cette boite en fer de forme carrée est fermée par un couvercle et peut être déplacée grâce aux roues fixées à sa base. 6 000 exemplaires de cette boite sont distribuées à Caen.
En 1900 également, la municipalité décide de construire dans le clos de Vaubenard un nouvel hôpital, l'hôpital Clemenceau, inauguré en 1908 sous son deuxième mandat.
Le 28 novembre 1903, le conseil municipal approuve la création d'une bourse du travail qui ouvre en décembre rue Frémentel.
Sont construits à cette période la bibliothèque du palais des facultés (détruit en 1944) et l'école primaire supérieure (actuel siège de l'académie de Normandie).

### Deuxième mandat:12 mai 1908–6 décembre 1919
Sous son deuxième mandat, le conseil municipal décide en février 1909 de construire seize nouvelles écoles primaires pour faire face aux sureffectifs. Dans ce cadre, le groupe scolaire Gambetta est inauguré en 1914.
En avril-mai 1909, la ville acquiert l'ancien couvent des Ursulines, rue Pasteur, pour y faire construire un lycée de jeunes filles. Ce lycée, l'actuel collège Pasteur, ouvre en 1916.
Est adopté le 26 mai 1909 le projet d'aménagement du quartier Saint-Louis (à l'emplacement de l'ancien hospice Saint-Louis) qui est mené à bien dans l'entre-deux-guerres. Son nom est donné à une des rue de ce quartier.
La dévolution du cimetière protestant de Caen à la ville, acceptée par René Perrotte, est confirmée par un décret du 30 juillet 1909.
Le 7 août 1912, le conseil municipal vote le principe de la participation de la ville à la future société de crédit immobilier (dont le conseil général du Calvados a pris l'initiative) en vue de construire des habitations à bon marché. Il crée en fin de mandat l'office public d'habitations à bon marché. Le 19 août de la même année, est créé un office de prévoyance sociale sous l'égide d'Henry Chéron.